# Franklin D. Roosevelt (stanice metra v Paříži)

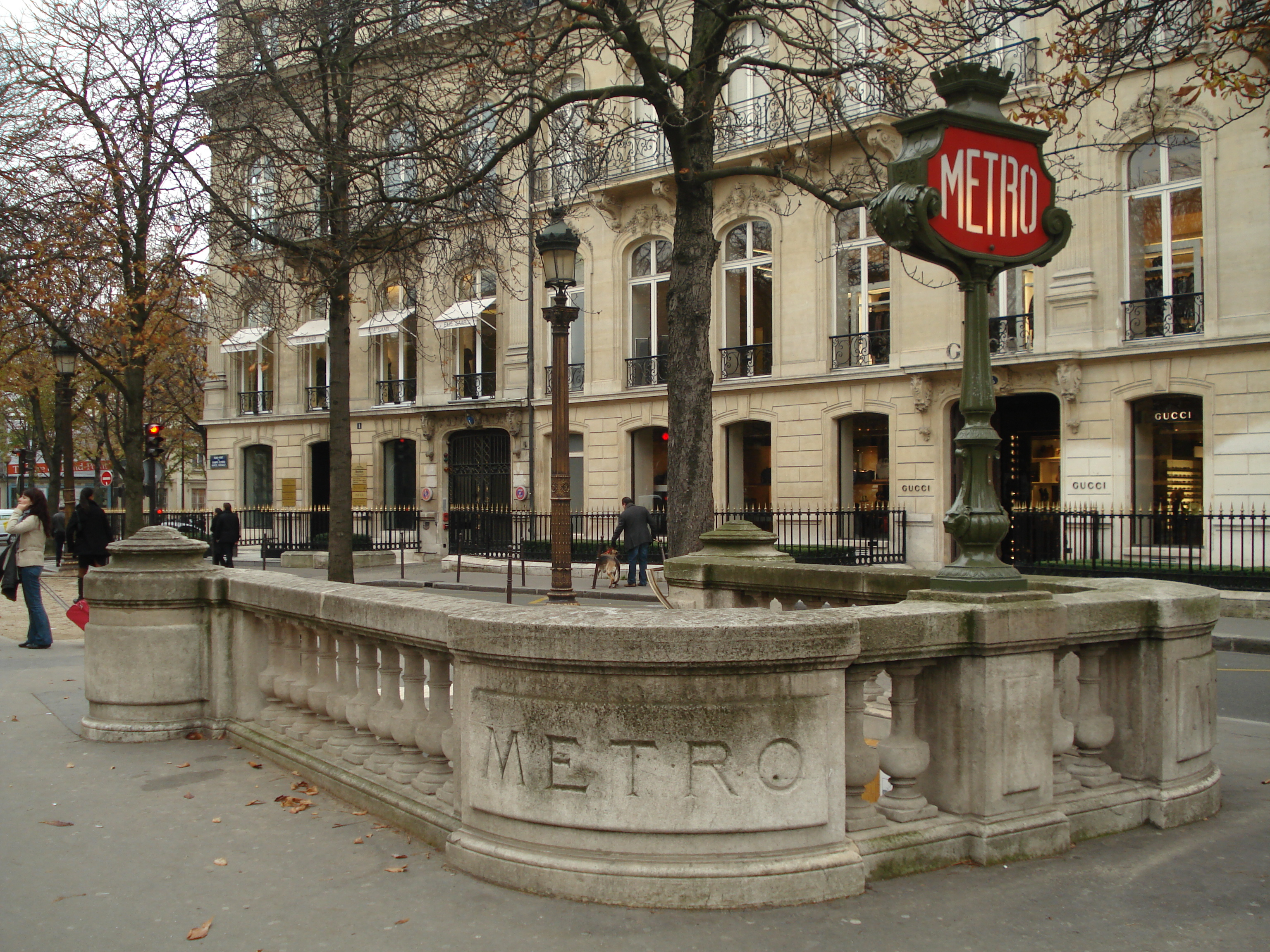
Vstup do stanice

Franklin D. Roosevelt je přestupní stanice pařížského metra mezi linkami 1 a 9. Nachází se v 8. obvodu v Paříži pod Avenue des Champs-Élysées u kruhového objezdu Rond-point des Champs-Élysées. V roce 2004 byla s 12,19 miliónem cestujících třináctou nejrušnější stanicí pařížského metra.

## Historie
Stanice byla otevřena 19. července 1900 jako součást vůbec prvního úseku linky metra v Paříži. 27. května 1923 sem byla dovedena linka 9 při prodloužení ze stanice Trocadéro do Saint-Augustin. Obě stanice ale byly původně postaveny jako samostatné a nepřestupní.
Až 6. října 1942 byla zprovozněna přestupní chodba mezi oběma stanicemi, které se tak spojily v jednu. Těmito stavebními změnami došlo k tomu, že dva vstupy na nástupiště linky 9 jsou přístupné pouze přes nástupiště linky 1.
Franklin D. Roosevelt byla v roce 1952 první stanicí metra v Paříži, kde byly instalovány prosklené reklamní vitriny z nebarveného hliníku a v roce 1957 byla stanice vyzdobena moderními vitrážemi z emailového skla. Tyto vitráže byly odstraněny na počátku 21. století nejprve na nástupišti linky 9, poté i u linky 1.
V rámci modernizace a přechodu na automatizovaný provoz na lince 1, prošla stanice v roce 2008 kompletní rekonstrukcí a byly zde umístěny automatické bezpečnostní dveře. Nástupiště linky 1 byla zvýšena ve dnech 12.– 16. listopadu 2008.

## Název
Stanice linky 1 byla v roce 1900 otevřena pod názvem Marbeuf podle ulice Rue Marbeuf. Stanice linky 9 se původně jmenovala Rond-Point des Champs-Élysées podle kruhového objezdu. Po spojení obou stanic v říjnu 1942 se spojila i jejich jména na Marbeuf – Rond-Point des Champs-Elysées. 30. října 1946 byl název změněn na současný Franklin D. Roosevelt, neboť i zdejší Avenue Victor-Emmanuel III byla přejmenována na Avenue Franklin D. Roosevelt na počest amerického prezidenta Franklina D. Roosevelta.

## Vstupy
Stanice má několik východů:
- Avenue des Champs-Élysées u domů č. 27, 35, 40 a 44
- Rond-point des Champs-Élysées u domů č. 3 a 7
- Avenue Montaigne u domu č. 60

## Zajímavosti v okolí
- Petit Palais
- Grand Palais
- Avenue des Champs-Élysées